# De Donderdraak
De (Ondergang van de) Donderdraak is een stripverhaal waarvan zowel tekst als afbeeldingen zijn gemaakt door Henk Kuijpers. Het werd oorspronkelijk gepubliceerd in Eppo Wordt Vervolgd tussen oktober 1985 en april 1986.

## Verhaal
Het album gaat verder waar De Tanden van de Draak is opgehouden. Franka en Ava bevinden zich in een gestolen helikopter wanneer de eigenaar, Otto Schmidt, zich uit zijn boeien bevrijdt en zich richting chef politie snelt. Een vis spuugt een gevallen schroef uit. Wanneer Otto arriveert meldt hij dat de heli in onderhoud was voor een kapotte rotor. De politiechef is omgekocht door MaiMai om Franka en Ava uit de race te halen. Wanneer beiden bijna de bron van de Ojara hebben bereikt, crasht de heli. Beide dames overleven ternauwernood. Vele pogingen en ervaringen rijker om rivieropwaarts te raken, begint het na 14 dagen te regenen. Op dag 16, nog steeds regenend, constateren ze dat de rivier door de grote hoeveelheid regen de andere kant op is gaan stromen. Ze varen met grote snelheid, maar slaan jammerlijk om waarna Franka bijna, verstrikt in visnetten, stikt...
De volgende morgen ontdekt Franka dat ze in een oorspronkelijk dorp zijn beland aan de voet van de drakenberg, de bron van de Ojara rivier. Ze feesten mee met de inwoners en vertrekken 's ochtends vroeg met dragers de berg op. Het opperhoofd van de stam gebiedt hen terug te gaan, waarna de dragers niet verder durven. Terwijl het opperhoofd tot een dinosaurusschedel bidt, klimmen Ava en Franka verder. Ze vinden een zwavelhoudend meer waarin ze het vliegtuig van de Huntington expeditie terugvinden.
Ze zwemmen het meer over en vinden in de stroperige substantie van het pad naar de top, de voetsporen van de vorige expeditie terug. Bij de kratermond ontdekken ze lagerop andere voetsporen. Maimai is hen omhoog gevolgd. Met zij drieën worden ze door een wervelwind overvallen en de kratermond in geblazen.
Op de kegel binnen in de krater zien ze al tijdens hun val een met spiesen gefortificeerde ruimte. Ook wordt Maimai al meteen aangevallen door vliegende dino's. Met haar jachtgeweer weet ze deze aanval al snel af te wenden. Iedereen is inmiddels geland en door snel te handelen weet Franka Maimai van haar geweer te ontdoen en vuur te maken. Gevlucht voor alle gevaren gaan ze de ruimte binnen waar ze het skelet van Professor Pierro Pirandello terugvinden.
In zijn dagboek horen ze hoe het verhaal verderging. Maimai vertelt hen dat Yen Li door Hu Tji aan boord was gebracht omdat zij in de veronderstelling waren dat het hier om goud ging. Yen Li bracht een bom aan boord met een radio als ontsteking. Na iedereen in het vooronder te hebben gestopt en de locatie te hebben bereikt, kwam hij er pas achter dat het niet om goud ging. Hij dwong hen alsnog naar de kratermond en zij werden door een soortgelijke wervelwind in de krater geworpen.
Een aanval van een dinosaurus onderbreekt het verhaal waarna Franka achter het gebouw de graven van de overige leden van de expeditie ontdekt.
Het dagboek vertelt over de oorsprong van de krater. Door regenwater is de kegel van binnen uitgeslepen. Doordat de kratermond afbrokkelde, ontstond de kegel in het midden waarop het gefortificeerde gebouw is geïmproviseerd. Dino's overkwam ooit hetzelfde lot en door de beschermde leefomgeving is het mogelijk geweest dat de dieren hier niet zijn uitgestorven. De expeditie bouwde bij aankomst al snel bescherming en begon hun mogelijkheden af te tasten. Ted Bruyère probeerde tevergeefs de kraterwand te beklimmen, Harry "Happy" Hughes overlijdt tijdens een poging met een zelfgemaakte ballon de kratermond te bereiken. Door diens dood slaat Charlie "Leftseat" Cooper door en zendt Yen Li en daarna zichzelf de dood in. In een poging met een gespannen pees de buitenwereld te bereiken, wordt George "Lanky" Lancaster fataal geraakt. Dhr. Hickey wordt ziek en sterft. De overige leden sterven kort nadien, Huntington zelf weet als laatste prooi een Tyranosaurus aan zijn jachttroffees toe te voegen. Bedweld door de blauwe bloemen, stierf Pirandello als laatste.
Maimai, Ava en Franka settelen zich verder. Ava documenteert zich suf terwijl Maimai en Franka hun uitweg proberen te vinden. Een vliegerpoging faalt jammerlijk en tijdens een jacht krijgt Franka hallucinaties door de blauwe bloemen. Maimai redt haar van een dino, maar Franka heeft hierdoor wel een ingeving gehad.
Iedereen was in de veronderstelling dat het meer bovenaan de krater de oorsprong was van de Ojara. Dat is echter zwavelhoudend waardoor er geen vis kan leven. De rivier zelf en binnen in de krater barst van de vis. Er moet dus een ondergrondse uitgang zijn!
Ava vindt bij toeval de camera terug, die ze onder druk niet voor documentatie mag gebruiken. Met z'n drieën maken ze een dinosaurusjurk en 2 drijvers om met hun spullen de kraterwand af te speuren. Ava vindt bij haar beurt op wacht te staan de doorgang terug, maar gedraagt zich vreemd.
Door een zee van kristallen en een door dinoauriërs versperde doorgang, weet Ava alsnog een poging te doen dino's te bestuderen. Ze weten weer net aan de dood te ontsnappen en met de lampen van de camera de donkere tunnel door te komen, wanneer het licht het begeeft. Ava heeft hen verraden!
Ze worden bewusteloos met de stroming meegespoeld en eindigen in het dorp waar ze zijn begonnen. Als Franka wakker wordt, zijn de twee dames alweer vertrokken. Het stamhoofd schrikt wanneer hij Franka in levenden lijve terug ziet keren en vlucht zijn hut in. Ava heeft alle bewijzen verzameld en meegenomen. Maimai vervalt in haar oude rol als rivale en wil geld met het geheel verdienen. Ze houdt de twee onder schot. Op dat moment haalt het stamhoofd de radio van de Huntingtonexpeditie uit de schedel in zijn hut en gooit die omlaag. De bom gaat af in het vliegtuig waardoor het meer doorzakt en de gehele krater instort. Door de shock zijn ook de bewijzen in de tas verloren gegaan. Alles is weg...
Franka vertrekt alleen, richting Motok. Hier wordt door het leger het kantoor van Chef Macos weggevaagd. Ze belt Jarko om de kaak in Ava's villa op te halen. Door zijn onhandigheid, sneuvelt ook deze jammerlijk. Thuisgekomen, flipt Ava volledig en wordt niet meer serieus genomen. Maimai is goed uit de kosten door de wapens te verkopen en Franka is al lang gelukkig. Terwijl Ava over haar video piekert, wordt deze net door de dorpelingen uitgetrokken voor andere doeleinden!

## Cast
Met naam genoemde karakters in volgorde van opkomst:
- Franka - Secretaresse
- Bars - De kleine buldog van Franka
- Ava Aadelaar - Paleontologe
- Otto Schmidt alias Messersmidt - Handelaar in louche zaakjes
- Chef Macos - Chef van de politie op Amak
- Korporaal Imelda - Assistente van Chef Macos
- Mai Mai - Een Chinese dame die op zoek is naar de kaak
- Professor Pierro Pirandello - Wetenschappelijk medewerker op de Huntington expeditie
- Lord Hubert George Huntington - Leider van de Huntington expeditie
- Mr. Tightlock - Conservator van de Huntington collectie
- Harry "Happy" Hughes - Navigator op de Huntington expeditie
- George "Lanky" Lancaster - Gezagvoerder op de Huntington expeditie
- Charlie "Leftseat" Cooper - Co-piloot op de Huntington expeditie
- Lesley "Wireless" Williams - Communicator op de Huntington expeditie
- Dhr. Hickey - Bediende op de Huntington expeditie
- Oliver Fleetwood Parkes - Secretaris op de Huntington expeditie
- Ted Bruyère - Jachtgids op de Huntington expeditie
- Yen Li - Mannetje van Hu Tji
- Hu Tji - Smokkelaar in de Zuid Chinese Zee
- Mai Lu - Vriendin van Hu Tji en grootmoeder van Mai Mai
- Jarko - Collega van het Misdaadmuseum
- Katja - De vriendin van Jarko

## Locaties
- Amak
- Manilla
- Groterdam
- Venetië